# Vallø

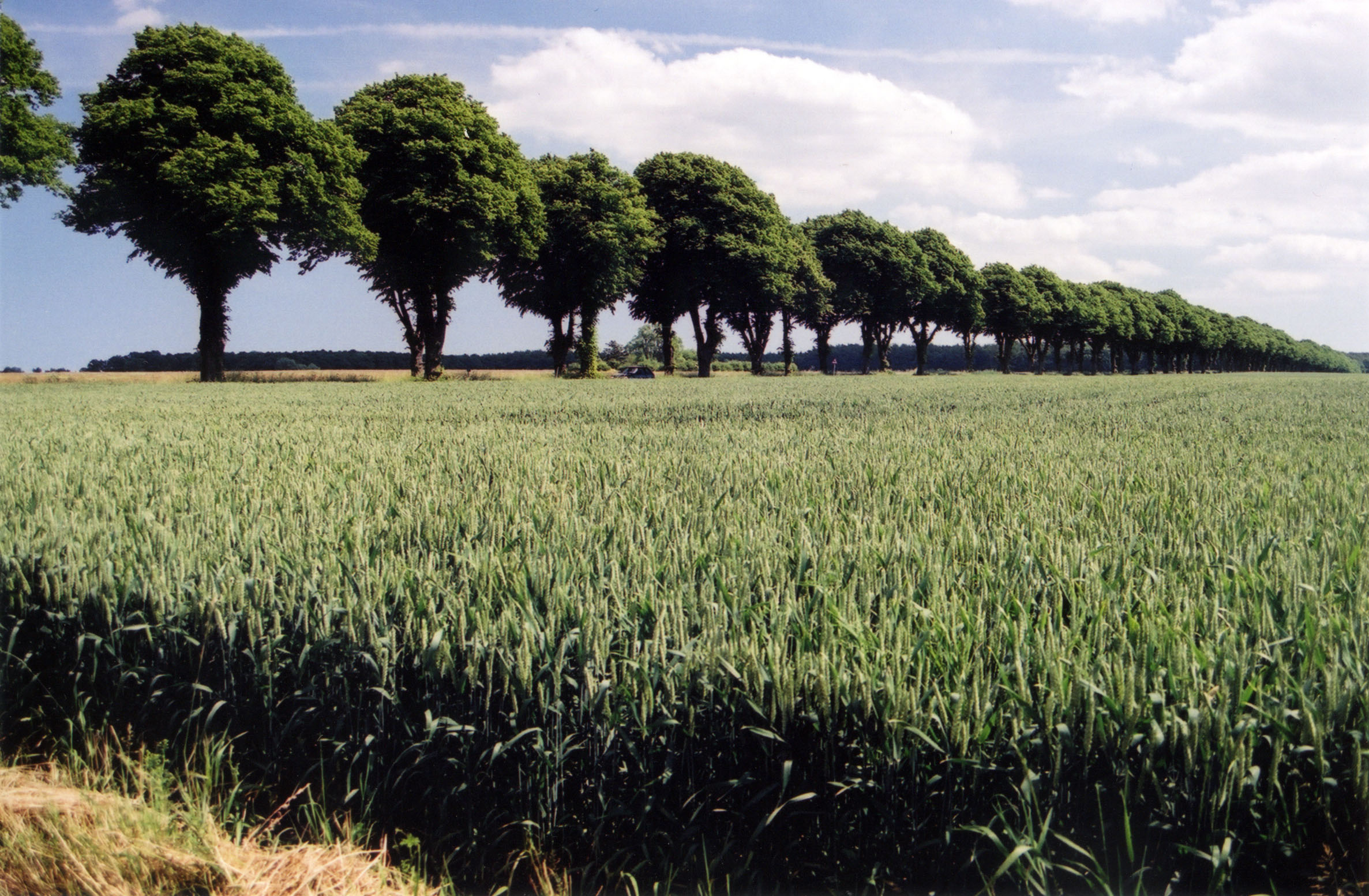
Een plattelandsweg in Vallø

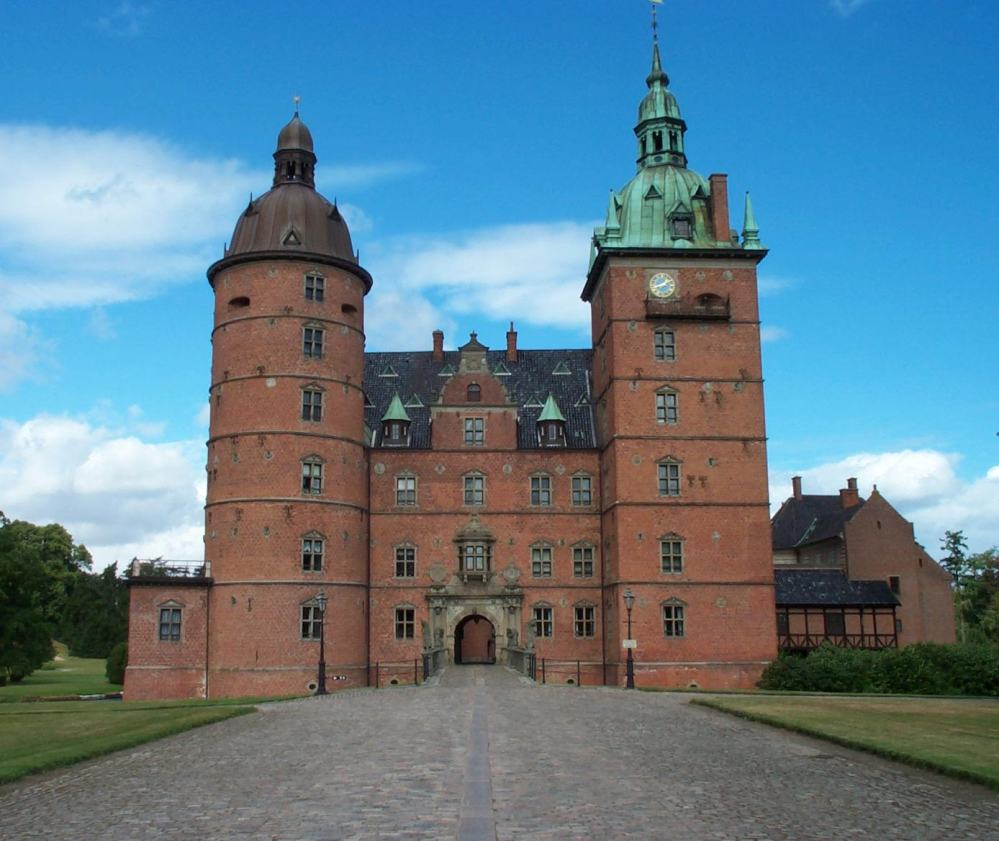
Het slot in Vallø

Vallø is een voormalige gemeente in Denemarken. In 2007 werd de gemeente bij Stevns gevoegd. Hoofdplaats was Hårlev.
De oppervlakte bedroeg 83,83 km². De gemeente telde 10.337 inwoners waarvan 5199 mannen en 5138 vrouwen (cijfers 2005).
- Library of Congress Control Number: n2004110320
- Nationale Bibliotheek van Israël: 987007471765405171
- Virtual International Authority File: 129211556
- WorldCat: E39PBJfrQfQjMtMXJpbRFxK8G3